# Hyperdimension Neptunia
Hyperdimension Neptunia (超次元ゲイム ネプテューヌ?, Chōjigen Geimu Neputyūnu) è un videogioco di ruolo del 2010 sviluppato dalla Idea Factory e pubblicato dalla Compile Heart (distribuita dalla SEGA) in Giappone, dalla NIS America in America settentrionale e dalla Koei Tecmo Games in Europa, esclusivamente per PlayStation 3. Il titolo rappresenta una parodia della guerra commerciale fra le tre principali console di settima generazione: PlayStation 3, Xbox 360 e Wii. Il videogioco è stato mostrato in occasione di un evento a porte chiuse nel corso della Game Developers Conference 2010 nel marzo 2010 a San Francisco. Il videogioco è stato pubblicato il 19 agosto 2010 in Giappone, il 15 febbraio 2011 in America ed il 4 marzo 2011 in Europa.

## Trama
Il gioco si svolge nel mondo di Gamindustri, che è diviso in quattro diverse nazioni: Planeptune, Leanbox, Lastation e Lowee. Esse sono protette da quattro dee dette CPU. Il giocatore ha il compito di difendere il mondo dagli attacchi della malvagia elfa Arfoire (nell'anime Majekon'nu), rappresentante la pirateria informatica e nello stesso momento aumentare lo share della popolazione svolgendo le quest che il gioco gli propone. Per poter sconfiggere Arfoire il giocatore deve cercare Histoire, l'oracolo di Planeptune, che possiede vaste conoscenze sui segreti del mondo.

## Modalità di gioco
Le battaglie del gioco si svolgono in un ambiente in 3D e sono basate su un sistema a turni. Il gioco permette al giocatore di personalizzare l'aspetto delle varie CPU, aumentandone i parametri, quando assumono una forma speciale, chiamata HDD (Hard Drive Divinity). 
Tutte le mosse e le combo di ciascun personaggio possono essere personalizzate nel dettaglio. Si possono ottenere diverse combo tramite la combinazione di 3 comandi:
- Rush: Questo tipo di attacco utilizza una minore quantità di AP permettendo al giocatore di creare high-count combo, ma il danno del colpo sarà molto basso.

- Power: Questo tipo di attacco utilizza una maggiore quantità di AP, ma il danno del colpo risulterà molto più alto.

- Break: Questo tipo di attacco concentra il danno sugli GP una barriera che se rotta ci consentirà di aumentare il danno dei nostri attacchi.

- SP Skills: è un comando che ci permette di eseguire una mossa speciale tramite il consumo degli SP.

Durante la lotta verrà riempita una barra, chiamata EXE Drive, che consentirà di eseguire mosse finali con danni critici in base alla quantità di EXE caricato.

## Sega Neptune
Il titolo del videogioco deriva dal nome del SEGA Neptune che combinava il Sega Genesis/Mega Drive ed il Sega 32X in un'unica unità, che inizialmente doveva essere commercializzato nel 1994 o 1995, prima che il progetto fosse definitivamente abbandonato dopo l'uscita del Sega Saturn. Il Sega Neptune fu successivamente utilizzato per un pesce d'aprile organizzato da Electronic Gaming Monthly nel numero di aprile 2001, in cui in un articolo veniva riportata la notizia che la SEGA avesse rinvenuto centinaia di esemplari di Sega Neptune abbandonati in un vecchio magazzino, che sarebbero stati messi in vendita online al costo di 50 dollari, anziché dei 200 previsti.

## Media

### Giochi

#### Serie principale
| Titolo                                               | Dettagli |
| ---------------------------------------------------- | --- |
| Hyperdimension Neptunia 2010 – PlayStation 3         | Note: - Sviluppo: Idea Factory, Compile Heart - Editore: - JP Compile Heart - NA NIS America - EU NIS America                               |
| Hyperdimension Neptunia Mk2 2011 – PlayStation 3     | Note: - Sviluppo: Idea Factory, Compile Heart - Editore: - JP Compile Heart - NA NIS America - EU NIS America                               |
| Hyperdimension Neptunia Victory 2012 – PlayStation 3 | Note: - Sviluppo: Idea Factory, Compile Heart - Editore: - JP Compile Heart - NA NIS America - EU NIS America                               |
| Megadimension Neptunia VII 2015 – PlayStation 4      | Note: - Sviluppo: Idea Factory, Compile Heart - Editore: - JP Compile Heart - NA Idea Factory International - EU Idea Factory International |

#### Spin-off
| Titolo                                                                             | Dettagli |
| ---------------------------------------------------------------------------------- | --- |
| Hyperdimension Neptunia: Producing Perfection 2013 – PlayStation Vita              | Note: - Sviluppo: Idea Factory, Compile Heart, Tamsoft - Editore: - JP Compile Heart - NA NIS America - EU NIS America               |
| Hyperdevotion Noire: Goddess Black Heart 2014 – PlayStation Vita                   | Note: - Sviluppo: Sting, Compile Heart - Editore: - JP Compile Heart - NA Idea Factory International - EU Idea Factory International |
| Hyperdimension Neptunia U: Action Unleashed 2014 – PlayStation Vita                | Note: - Sviluppo: Tamsoft - Editore: - JP Compile Heart - NA Idea Factory International - EU Idea Factory International              |
| Geki Jigen Tag Blanc + Neptune vs. Zombie Army 2015 – PlayStation Vita             | Note: - Sviluppo: Tamsoft - Editore: - JP Compile Heart                                                                              |
| Hyperdimensional War: Neptune's Platoon vs Sega Hard Girls 2015 – PlayStation Vita | Note: - Sviluppo: Felistella - Editore: - JP Compile Heart                                                                           |

#### Remake
| Titolo                                                                                            | Dettagli |
| ------------------------------------------------------------------------------------------------- | --- |
| Hyperdimension Neptunia Re;Birth 1 2013 – PlayStation Vita, Microsoft Windows                     | Notes: - Sviluppo: Felistella - Editore: - JP Compile Heart - NA Idea Factory International - EU Idea Factory International |
| Hyperdimension Neptunia Re;Birth 2: Sisters Generation 2014 – PlayStation Vita, Microsoft Windows | Note: - Sviluppo: Felistella - Editore: - JP Compile Heart - NA Idea Factory International - EU Idea Factory International  |
| Hyperdimension Neptunia Re;Birth 3: V Generation 2014 – PlayStation Vita, Microsoft Windows       | Note: - Sviluppo: Felistella - Editore: - JP Compile Heart - NA Idea Factory International - EU Idea Factory International  |
| Neptunia re★Verse2020 – PlayStation 5                                                             | Note: - Sviluppo: Felistella - Editore:                                                                                     |

### Cartacei
Un adattamento manga basato sul gioco, intitolato Choujigen Game Neptune: Megami Tsuushin (超次元ゲイム ネプテューヌ ~めがみつうしん~), ha iniziato la sua serializzazione nel novembre 2010 sulla rivista Famitsū Comic Clear.
Un altro adattamento manga basato sull'anime, intitolato Hyperdimension Neptunia: The Animation - Hello New World (超次元ゲイム ネプテューヌ THE ANIMATION はろーにゅーわーるど) e disegnato da Mikage Baku ha iniziato la sua serializzazione nel giugno 2013 sulla rivista Dengeki Maoh.
Una light novel spin-off basata sull'anime, intitolata Hyperdimension Neptunia TGS Honoo no Futsukakan, è stata pubblicata da MF Bunko J e pubblicata il 25 maggio 2013.
Il 5 febbraio 2012 è stata pubblicata un'altra light novel, intitolata Hyperdimension Neptunia High School (超次元ゲイム ネプテューヌ はいすくーる), in cui protagoniste sono semplici studentesse liceali. Lo spin-off Geki Jigen Tag Blanc + Neptune vs. Zombie Army presenta molte caratteristiche in comune con la light novel.

### Applicazioni per telefoni cellulari
Un gioco di carte online per Android e iOS intitolato Neptune Collection (ネプテューヌコレクション?) è stato pubblicato il 15 febbraio 2013, sviluppato da Idea Factory e ospitato da GREE. I server del gioco sono stati chiusi il 31 luglio 2014.
Un'applicazione che consente di cambiare theme per dispositivi Android intitolata Neptune Kisekae! (ネプテューヌ きせかえっ！?) è stata pubblicizzata dalla Compile Heart.
Hyperdimension Neptunia The App (神次元アプリネプテューヌ?, Kami Jigen App Neptune) è un'applicazione per Android e IOS che ci consente di interagire con i personaggi presenti nella serie principale, sviluppata da Idea Factory e pubblicizzata dalla Compile Heart il 30 agosto 2012.

## Accoglienza
La rivista Play Generation diede al gioco un punteggio di 68/100, trovandolo un GdR "sbarazzino" che vanta di un ottimo sistema di controllo che però si rivela lento, povero graficamente e tutto in inglese.